# Вилкино
Вилкино — село в Юргамышском районе Курганской области. Административный центр Вилкинского сельсовета.

## История
До 1917 года входило в состав Карасинской волости Челябинского уезда Оренбургской губернии. По данным на 1926 год состояло из 171 хозяйства. В административном отношении входило в состав Маякского сельсовета Мишкинского района Челябинского округа Уральской области.

## Население
| 1989 | 2002 | 2010 |
| ---- | ---- | ---- |
| 587  | ↘547 | ↘442 |

По данным переписи 1926 года в селе проживало 827 человек (379 мужчин и 448 женщин), в том числе: русские составляли 99 % населения.